# Offshoring
 Ikke at forveksle med offshore.
Offshoring er udflytning af en virksomheds processer til et andet land. Det kan eksempelvis være udflytning af produktion eller supportprocesser (regnskab, IT etc.). Oprindeligt var formålet primært at reducere omkostningerne, men i dag gør virksomhederne det også for at udnytte ekspertise i andre lande.
 Der er for få eller ingen kildehenvisninger i denne artikel, hvilket er et problem. Du kan hjælpe ved at angive troværdige kilder til de påstande, som fremføres i artiklen.

| Erhverv og erhvervsliv | Spire Denne artikel om erhverv, erhvervsliv og arbejdsmarked er en spire som bør udbygges. Du er velkommen til at hjælpe Wikipedia ved at udvide den. |